# Prinsesse Ragnhild (færge)
Prinsesse Ragnhild var en passagerfærge på 35.855 BRT, der var ejet af det norske rederi Color Line.
Færgen er bygget i 1981 og var bygget for Jahre Line. Den er opkaldt efter Norges Prinsesse Ragnhild.
Efter sin Color Line karriere blev den solgt til et amerikansk rederi og blev omdøbt til Bahamas Celebration.
Sidst i 2014 grundstødte færgen og der blev meddelt at færgen, ikke kun redes, og er nu blevet ophugget på Alang - stranden i Indien.

## Ruter
Oslo - Kiel 1981- 2004, erstattet af Color Fantasy.
Bergen - Stavanger - Hirtshals 2005 - 2007, ruten blev derefter lukket.
Oslo - Hirtshals 2008, ruten blev derefter lukket.